# Sara Nazarbaeva
Sara Alpisovna Nazarbaeva (în kazahă Сара Алпысқызы Назарбаева, Sara Аlpysqyzy Nazarbaeva, [ˈSɑɾɑ ɑlpəsqəˈzə nɑzɑɾˈbɑjɪvɑ]), în rusă Сара Алпысовна Назарбаева , născută Konakaeva (Qonaqaeva, Конакаева), n. 12 februarie 1941, Qyzyljar (Būqar jyrau audany)⁠(d), Rostov auyldyq okrugı⁠(d), RSS Kazahă, URSS) a fost Prima Doamnă a Kazahstanului și este soția fostului președinte al Kazahstanului  Nursultan Nazarbaev. S-a căsătorit cu Nursultan în 1962, după terminarea studiilor. Au trei fiice - Dariga, Dinara și Aliya - precum și șase nepoți, o strănepoată (Laura, n. 2003) și un strănepot (Alan, n. 2005).
De profesie inginer economic, Nazarbaeva este fondatorul (în 1992) și președintele Bobek, un fond internațional de caritate pentru copii. Pentru munca ei în acest domeniu, ea a primit premiul Ihsan Dogramaci Family Health Foundation de la Organizația Mondială a Sănătății în 1997 sau The International Unity Prize.
Din iunie 1994 este președinte al Fundației SOS Satele Copiilor din Kazahstan (filiala Fundației Internaționale austriece Kinderdorf).

## Munca cu copiii
Nazarbaeva este președintele Bobek, o fundație internațională pentru copii, pe care a fondat-o în 1992 la scurt timp după ce Kazahstanul a devenit o republică independentă. Ea a creat fundația Bobek pentru a ajuta la îngrijirea mamelor și a copiilor, pentru a asigura supravegherea creșelor, a caselor de copii  și a orfelinatelor, pentru a furniza echipamente și rechizite pentru școli, pentru a ajuta copiii supradotați din familii cu venituri mici și pentru a sprijini sistemul de îngrijire a sănătății copilului.
În 1997 a lansat primul centru național de reabilitare a copiilor și programul „SOS Satele Copiilor din Kazahstan”, de construire și întreținere a unor sate familiale pentru orfani. Acestea sunt formate din mai multe case construite împreună într-un grup în care mulți copii locuiesc într-o singură casă cu mai mulți îngrijitori. Planurile Sarei Nazarbaeva în privința satele de copii permit copiilor orfani să crească într-o atmosferă familială.

## Lucrări scrise
Sara Nazarbaeva este autoarea a mai multor cărți despre un stil de viață sănătos, ca de exemplu Etica vieții (2001), Cu dragoste (2001), Autocunoaștere (2009). Ultima a devenit un manual pentru un nou subiect academic cu același nume în Kazahstan.